# Allendale (Missouri)
Allendale è un comune degli Stati Uniti d'America, situato nello Stato del Missouri, nella contea di Worth.